# Byrsonima perseifolia
Byrsonima perseifolia är en tvåhjärtbladig växtart som beskrevs av August Heinrich Rudolf Grisebach. Byrsonima perseifolia ingår i släktet Byrsonima och familjen Malpighiaceae. Inga underarter finns listade i Catalogue of Life.